# Скафандр и бабочка (книга)
«Скафандр и бабочка» (фр. Le Scaphandre et le Papillon) — автобиографическая книга Жана-Доминика Боби, опубликованная в 1997 году. Книга была экранизирована в 2007 году.

## Сюжет
Жан-Доминик Боби, преуспевающий 44-летний редактор журнала Elle France, перенёс инсульт, после чего оказался фактически полностью парализован. Пораженный болезнью, известной как «locked-in syndrome» (бодрствующая кома), он не мог без посторонней помощи шевелиться, есть, говорить и даже просто дышать. В застывшем теле остался жить только левый глаз.
В книге он рассказывает о своей жизни, работе, семье, инсульте, больнице, врачах и своём отношении к происходящему вокруг.

## О книге
Два месяца, по три часа изо дня в день ассистентка Боби проговаривала алфавит, а он ей подмигивал на нужной букве. Понадобилось 200 000 морганий, чтобы родилась эта книга. Так, не сказав ни слова, Жан-Доминик Боби поведал миру о том, как внутри СКАФАНДРА отказавшего тела, погружающегося на дно океана смерти, пытается жить непокорная бабочка — ДУША.
«Скафандр и бабочка» — это книга о том, каково это — быть запертым в собственном теле. Опубликованная в 30 странах мира, она разошлась огромными тиражами и надолго обосновалась в верхних строчках мировых бестселлеров, получила восторженные отзывы критиков и тронула сердца миллионов читателей.
Жан-Доминик Боби умер спустя два дня после выхода его книги в свет.

## Фильм
Фильм, поставленный по этой книге Джулианом Шнабелем c Матьё Амальриком в главной роли, получил в 2007 году приз Каннского фестиваля за режиссуру, «Золотой глобус» — в 2008 и «Сезар» — за лучшую мужскую роль.